# Le Saint
Le Saint (in bretone: Ar Sent) è un comune francese di 674 abitanti situato nel dipartimento del Morbihan nella regione della Bretagna.

## Società

### Evoluzione demografica
Abitanti censiti